# 1002 (szám)
Az 1002 (római számmal: MII) egy természetes szám.

## A szám a matematikában
A tízes számrendszerbeli 1002-es a kettes számrendszerben 1111101010, a nyolcas számrendszerben 1752, a tizenhatos számrendszerben 3EA alakban írható fel.
Az 1002 páros szám, összetett szám, azon belül szfenikus szám, kanonikus alakban a 21 · 31 · 1671 szorzattal, normálalakban az 1,002 · 103 szorzattal írható fel. Nyolc osztója van a természetes számok halmazán, ezek növekvő sorrendben: 1, 2, 3, 6, 167, 334, 501 és 1002.
A sokszögszámok közül tizenhétszögszám.
Érinthetetlen szám: nem áll elő pozitív egész számok valódiosztó-összegeként.

## A szám a csillagászatban
- 1002 Olbersia kisbolygó